# Campeonato Mundial de Luge de 2016 - Revezamento misto por equipes
A competição de Revezamento misto por equipes do Campeonato Mundial de Luge de 2016 aconteceu em 31 de Janeiro de 2016, iniciando-se às 14:03 no horário local.

## Resultados
| O  | Equipe                                                                              | P  | Tempo    | Dif    |
| -- | ----------------------------------------------------------------------------------- | -- | -------- | ------ |
| 13 | GER Alemanha Natalie Geisenberger Felix Loch Tobias Wendl Tobias Arlt               | 01 | 2:44.062 |        |
| 11 | LAT Letônia Eliza Cauce Inars Kivlenieks Andris Sics Juris Sics                     | 02 | 2:45.614 | +1.552 |
| 8  | CAN Canadá Alex Gough Mitchel Malyk Tristan Walker Justin Snith                     | 03 | 2:45.907 | +1.845 |
| 12 | RUS Rússia Tatiana Ivanova Semen Pavlichenko Andrey Bogdanov Andrey Medvedev        | 04 | 2:46.105 | +2.043 |
| 10 | USA Estados Unidos Erin Hamlin Chris Mazdzer Matthew Mortensen Jayson Terdiman      | 05 | 2:46.145 | +2.083 |
| 07 | AUT Áustria Birgit Platzer Wolfgang Kindl Peter Penz Georg Fischler                 | 06 | 2:46.167 | +2.105 |
| 09 | ITA Itália Sandra Robatscher Dominik Fischnaller Christian Oberstolz Patrick Gruber | 07 | 2:47.077 | +3.015 |
| 06 | POL Polônia Eva Kuls Maciej Kurowski Wojciech Chmielewski Jakub Kowalewski          | 08 | 2:48.920 | +4.858 |
| 05 | ROU Romênia Raluca Straturaru Valentin Cretu Cosmin Atodiresei Stefan Musei         | 09 | 2:49.578 | +5.516 |
| 02 | KOR Coreia do Sul Sung Eunryung Kim Donghyeon Park Jinyong Cho Jung Myung           | 10 | 2:50.543 | +6.481 |
| 04 | CZE Chéquia Tereza Noskova Ondrej Hyman Matej Kvicala Jaromír Kudera                | 11 | 2:50.609 | +6.547 |
| 03 | SVK Eslováquia Viera Gburova Josef Ninis Marek Solcansky Jakub Simonak              | 12 | 2:51.020 | +6.958 |
| 01 | UKR Ucrânia Olena Stetskiv Anton Dukach Oleksandr Obolonchyk Roman Zakharkiv        | 13 | 2:53.878 | +9.816 |